# Иван Маринковић (кошаркаш)
Иван Маринковић (Београд, 27. новембар 1993) српски је кошаркаш. Игра на позицији крилног центра и центра, а тренутно наступа за сарајевску Босну.

## Биографија
Иако је прве озбиљније кошаркашке кораке направио у Партизану, убрзо се нашао у Црвеној звезди и прошао је кроз све млађе категорије тог клуба. У сезони 2010/11. дебитовао је и за сениорски тим црвено-белих. Септембра 2011. поново се нашао у Партизану, са којим је пар месеци касније потписао четворогодишњи уговор. Ипак, у редовима црно-белих није добијао превише прилике да игра, па је 27. септембра 2012. прослеђен на једносезонску позајмицу екипи ОКК Београда. Од децембра 2013. до децембра 2014. играо је за МЗТ Скопље, са којим је у сезони 2013/14. освојио македонско првенство и куп. У јануару 2015. је потписао за пољску екипу Вилки Морскије Шчећин и у њој провео остатак сезоне.
У јулу 2015. потписао је трогодишњи уговор са Задром. Две сезоне је провео у екипи Задра а потом је годину дана био играч турског прволигаша Јешилгиресуна. У јуну 2018. прелази у словеначку Приморску. Са овим клубом је у сезони 2018/19. освојио чак четири трофеја (првенство Словеније, Друга Јадранска лига, Куп Словеније и Суперкуп Словеније). Почео је и наредну сезону у Приморској, али је почетком фебруара 2020. потписао за Цедевита Олимпију. Са екипом Цедевита Олимпије је у сезони 2020/21. освојио титулу првака Словеније. За сезону 2021/22. потписао је уговор са Борцем из Чачка.

## Успеси

### Клупски
- Партизан:
  - Првенство Србије (1): 2011/12.
  - Куп Радивоја Кораћа (1): 2012.
- МЗТ Скопље:
  - Првенство Македоније (1): 2013/14.
  - Куп Македоније (1): 2014.
- Приморска:
  - Друга Јадранска лига (1): 2018/19.
  - Првенство Словеније (1): 2018/19.
  - Куп Словеније (1): 2019.
  - Суперкуп Словеније (1): 2018.
- Цедевита Олимпија:
  - Првенство Словеније (1): 2020/21.
  - Суперкуп Словеније (1): 2020.
- Антверп џајантси:
  - Куп Белгије (1): 2023.
- Босна:
  - Друга Јадранска лига (1): 2024/25.